# Medianeira
Medianeira là một đô thị thuộc bang Paraná, Brasil. Đô thị này có diện tích 328,733 km², dân số năm 2007 là 39700 người, mật độ 123 người/km².